# Letsindig Ægtemand søges
Letsindig Ægtemand søges er en amerikansk stumfilm fra 1920 af David Kirkland.

## Medvirkende
- Constance Talmadge som Georgianna Chadbourne
- Rockliffe Fellowes som Jack Garrison
- Corliss Giles som Jeffrey
- William Roselle som Sam
- Marjorie Milton som Helen
- Evelyn Carter Carrington som Katie
- Lillian Worth som Valeska
- Arnold Lucy som Henry
- Slim Whitaker som Roue
- Ned Sparks som Waiter
- William Boshell som Policeman